# Marquee Moon
Marquee Moon — дебютный альбом американской арт-панк-группы Television, выпущенный в 1977 году на лейбле Elektra Records. За годы, предшествовавшие выходу лонгплея, коллектив стал заметной фигурой на нью-йоркской музыкальной сцене, чем вызвал интерес со стороны ряда звукозаписывающих компаний, в итоге подписав контракт с мейджором. Музыканты много репетировали во время подготовки к записи пластинки, а сессии провели на студии A&R Recording в сентябре 1976 года. Продюсерами альбома выступили фронтмен группы Том Верлен и звукорежиссёр Энди Джонс.
Во время работы над Marquee Moon Верлен и второй гитарист, Ричард Ллойд, отказались от пауэр-аккордов, доминировавших в то время в панк-роке, в пользу парного взаимодействия, вдохновлённого авангардным роком и джазом, мелодичных линий и контр-мелодий (всё это повлияло на музыкальное мышление будущих поколений рок-гитаристов). В результате получилась музыка на основе хуков со сложными инструментальными партиями (особенно на более длинных треках, таких как «Marquee Moon»), в то же время наполненная текстами, вызывающими ассоциации с временами юности и трансцендентностью. Городские, пасторальные и ноктюрновые образы включали отсылки к географии Нижнего Манхэттена. Ввиду влияния богемной и французской поэзии в лирике Верлена присутствуют каламбуры и элементы двусмысленности, призванные придать песням импрессионистический оттенок сквозь призму его восприятия и жизненного опыта.
Marquee Moon получил высокие оценки от критиков и был назван инновационным музыкальным достижением в рок-музыке. Он считается одним из наиболее влиятельных альбомов в истории панка, основополагающей записью для альтернативного рока, а также одной из первых пластинок постпанка, предвосхитившей этот жанр и инди-музыку 1980-х годов. Признание критиков способствовало неожиданному коммерческому успеху альбома в Великобритании, несмотря на низкие продажи в Штатах. Один из самых известных музыкальных релизов в истории, альбом регулярно появляется в списках лучших записей ХХ—XXI веков, в том числе в рейтингах журнала Rolling Stone «500 величайших альбомов всех времён» (107-е место) и «40 величайших панк-альбомов всех времён» (17-е место).

## Предыстория

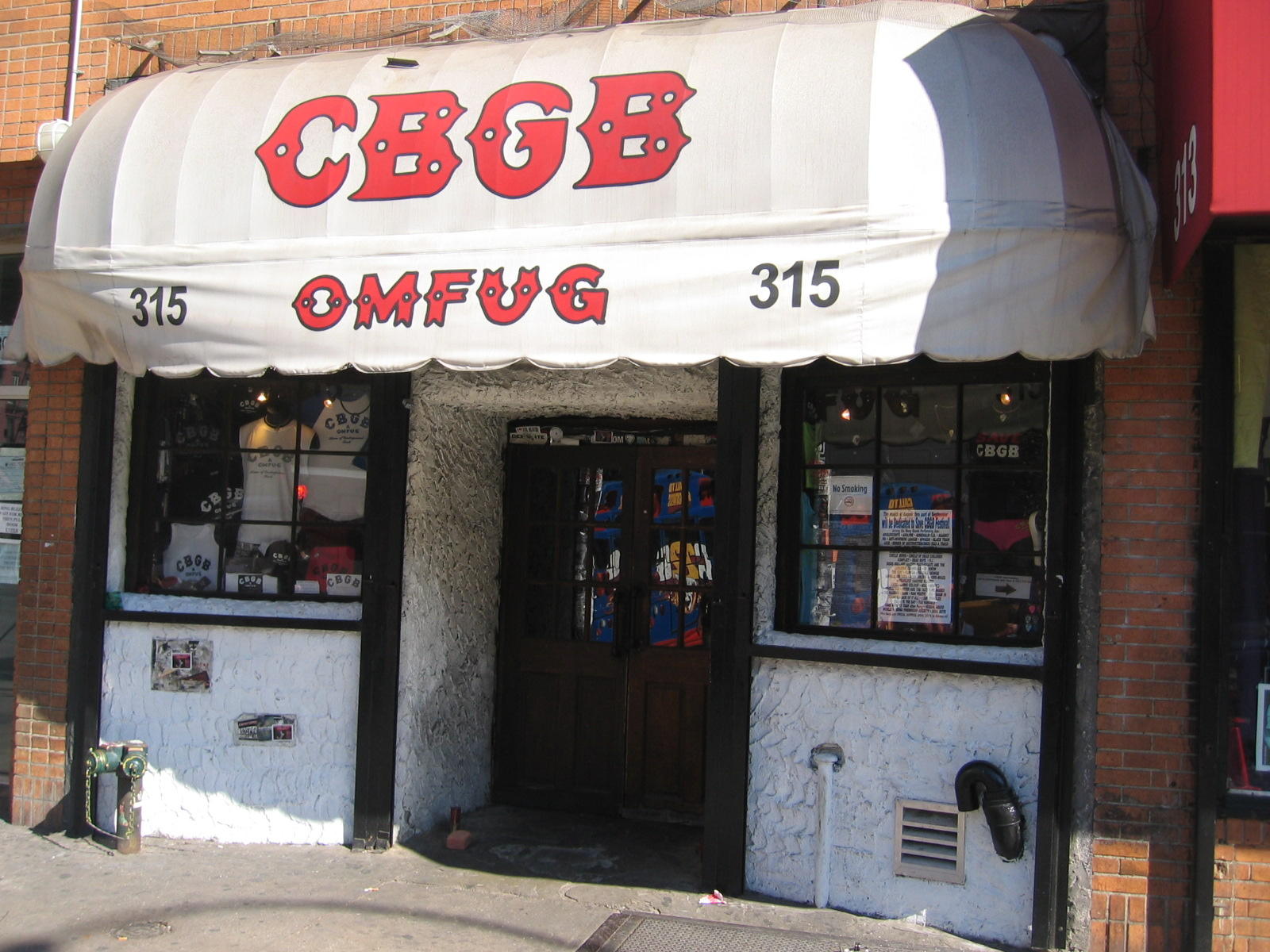
Фасад рок-клуба CBGB, 2005 год

К середине 1970-х годов Television стала одной из ведущих групп на нью-йоркской музыкальной сцене. У ансамбля появились первые фанаты после того, как он стали выступать на постоянной основе в рок-клубе CBGB, расположенном в Нижнем Манхэттене. Для этого они убедили менеджера заведения, Хилли Кристала, что ему нужно сотрудничать с необычными артистами, то есть с ними. К концу 1974 года группой начали интересоваться различные звукозаписывающие компании, однако музыканты предпочли дождаться подходящего контракта. Квартет отказался от предложений нескольких крупных лейблов, в том числе Island Records, для которых подготовил демонстрационные плёнки с продюсером Брайаном Ино. Ино спродюсировал черновые варианты композиций «Prove It», «Friction», «Venus» и «Marquee Moon» в декабре 1974 года. Однако фронтмен Television Том Верлен остался недоволен результатом, посчитав эти записи «холодными» и «лишёнными всякого резонанса». «Мы же были ориентированы на действительно мощную гитарную музыку … своего рода экспрессионистскую» — отмечал музыкант.
В 1975 году из группы ушёл её сооснователь Ричард Хэлл, у которого начались творческие разногласия с Верленом. По словам Хэлла, последний хотел, чтобы Television исполняли только его песни, исключая материал, сочинённый коллегой, в том числе композицию «Blank Generation» записанную во время сессии с Ино. На его место был приглашён бывший бас-гитарист Blondie Фред Смит, группа сочла его более техничным в музыкальном плане. В этом составе коллектив быстро выработал взаимопонимание и музыкальный стиль, который отражал их индивидуальные особенности: Смит и гитарист Ричард Ллойд были приверженцами рок-н-ролла, барабанщик Билли Фикка — энтузиастом джаза, а вкусы Верлена варьировались от психоделического рока группы 13th Floor Elevators до творчества авангардного саксофониста Альберта Эйлера. В том же году Television стали резидентами клуба CBGB наряду с певицей Патти Смит, которая и порекомендовала группу президенту лейбла Arista Records Клайву Дэвису. Хотя он бывал на концертах Television, поначалу Дэвис колебался предлагать им контракт. Однако тогдашний бойфренд Смит Аллен Ланьер убедил его разрешить им записать демо-материалы которые, по словам Верлена, имели «гораздо более тёплый звук, нежели сделанные с Ино». Тем не менее фронтмен всё ещё надеялся найти лейбл, который позволил бы ему самому стать продюсером дебютного альбома, хотя его опыт в этой области был небольшим.

## Запись и продюсирование

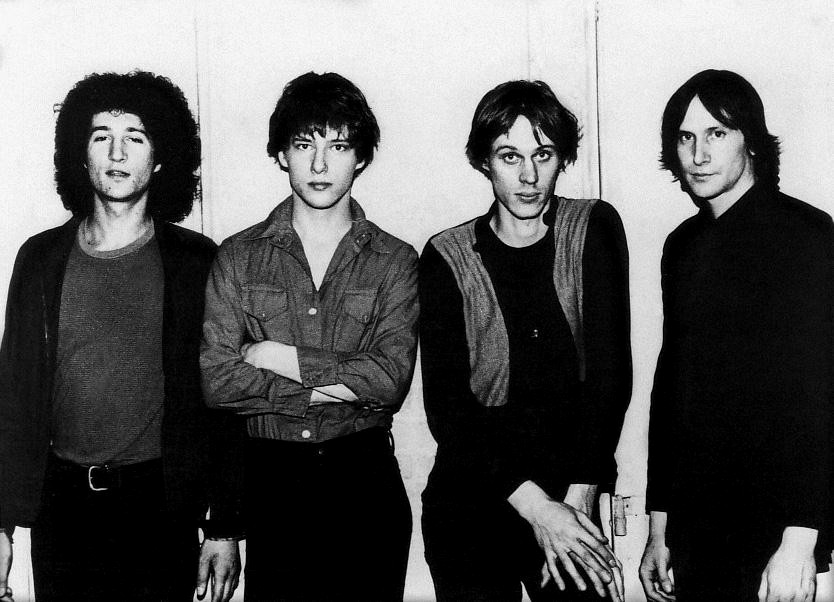
Состав группы Television в 1977 году: слева направо барабанщик Билли Фикка, гитарист Ричард Ллойд, гитарист/вокалист Том Верлен и басист Фред Смит

В августе 1976 года Television подписали контракт со звукозаписывающей компанией Elektra Records, которая пообещала предоставить Верлену полную свободу в продюсировании дебютной пластинки при условии, что ему будет помогать звукорежиссёр, имя которого было бы на слуху. Верлен, не желавший, чтобы в студии им помыкал известный продюсер, пригласил Энди Джонса, основываясь на его вкладе в альбом Goats Head Soup (1973) группы The Rolling Stones. Последний очень впечатлил Ллойда, который, по его словам, как звукорежиссёр смог создать «ряд величайших гитарных записей в рок-музыке». В итоге именно Джонса наняли в качестве сопродюсера Marquee Moon. Руководство лейбла не стало ограничивать группу бюджетными рамками.
Television записали альбом в сентябре 1976 года на нью-йоркской студии A&R Recording. В преддверии студийных сессий музыканты репетировали от четырёх до шести часов в день и от шести до семи дней в неделю. Ллойд отмечал, что, с одной стороны, они были «очень безбашенными и раздолбайскими музыкантами — с другой хотели, чтобы запись получилась хорошей». Во время подготовки группа отказалась от большей части материала, сочинённого в течение трёх последних лет. В студии они записали две новые песни — «Guiding Light» и «Torn Curtain» — и перезаписали более старые композиции, такие как «Friction» и «Venus», а также заглавный трек пластинки, ставший визитной карточкой концертных выступлений коллектива. По словам Верлена, поскольку он заранее определил структуру альбома, студийное время было уделено конкретным песням, а также нескольким другим треками, по той или иной причине не попавших в пластинку.
Бо́льшая часть Marquee Moon была записана во время коллективных сессий. Ряд песен — с первого дубля, включая заглавную композицию, во время исполнения которой Фикка думал, что это всего лишь репетиция. Джонс предложил группе записать ещё один вариант этой песни, однако Верлен сказал ему «забыть об этом». Некоторые гитарные партии Верлена и Ллойда были продублированы для левого и правого аудиоканалов. Их финальные варианты остались в первозданном виде, без добавления дополнительных студийных эффектов.

## Музыкальный стиль
По мнению редакции Rolling Stone, Marquee Moon — постпанковый альбом. В свою, очередь Джейсон Хеллер из The A.V. Club описывал его как «элегантно звучащий, грубый» арт-панк. Критик Роберт Кристгау считал его скорее рок-альбомом из-за опрятности и высоких навыков музыкантов: «Это был не панк. Интенсивность [пластинки] не была маниакальной, [её звук] не выплёскивался на вас». Как отмечал Том Мун, при исполнении вокальных партий Верлен избегал «поверхностного панк-рычания», а музыка группы демонстрировала «длительные инструментальные секции, замысловатые тональности» (как в «Torn Curtain») и отсылки к классике рока, дискографии Чака Берри и раннему творчеству The Rolling Stones (как в «Friction»).
Обе стороны альбома начинаются с трёх более коротких песен базирующихся на хуках. Чьи мелодии, по мнению Эвана Чакроффа, колеблются между прогрессив-роком и постпанком. Более длинные «Torn Curtain» и «Marquee Moon» берут своё начало из джем-сесий. «Как бы странно это ни звучало, я всегда считал, что мы поп-группа», — размышлял Верлен в интервью Select годы спустя, — «Я расценивал „Marquee Moon“ как кучку крутых синглов. И тогда меня осенило, Боже мой, [заглавный трек] длится десять минут. С двумя гитарными соло». По словам Стивена Томаса Эрлевайна, диск «полностью состоит из интенсивных гаражных рок-боевиков переходящих на пьянящую интеллектуальную территорию, что достигается за счёт длинных, переплетающихся между собой инструментальных секций».
Гитарные партии Верлена и Ллойда тесно взаимодействуют с ритм-секцией. Их параллельное исполнение опирается на рок-традицию 1960-х годов, а также жанр авангардного джаза. Сочиняя материал музыканты дистанцировались от многослойных пауэр-аккордов, характерных для панк-рока того времени, в пользу мелодичных линий и контр-мелодий. Гитара Верлена устанавливает ритмическую фразу песни, на фоне которой слышно, как Ллойд играет диссонирующие мотивы. Ещё до начала работы над Marquee Moon последний научился записывать свои соло в нотный стан, благодаря чему оттачивал их от: вступления до вариаций и разрешения. В некоторых композициях гитаристы меняют ритмические и мелодические линии по нескольку раз, создавая в музыке напряжённость. «Было не так много групп, где две гитары играли ритм и мелодию туда-обратно как головоломку», — отмечал Ллойд.
Большинство гитарных соло придерживаются схемы, в которой Верлен поднимается по мажорной гамме, но немного регрессирует после каждого перехода. Так, в композиции «See No Evil» он солирует на протяжении полной октавы перед тем, как сыграть блюзовый рифф, а на заглавном треке слышно, как фронтмен играет в миксолидийском ладу и понижает большой мажорный интервал на полтона. В свою очередь, «Friction» начинается с исполнения Ллойдом нескольких октав, после чего звучат звонкие флажолеты Верлена и серия нисходящих гамм.

## Тематика песен
«Что мне больше всего нравится в текстах „Marquee Moon“, так это то, что они вызывают воспоминания о юности, когда [вы чувствовали, что] так близки к тому, чтобы во всем разобраться, выразив в нескольких словах многогранность, достойную сложности и путаницы этого приключения — красиво, глубоко, наивно, противоречиво, романтично, динамично, шутливо, дерзко, испуганно, пьяно, глупо, нагло — так нервно и возбужденно, будто вы вот-вот воспарите, или приближается обморок?».
Том Верлен выступил единоличным автором материала. В сочинённых им текстах сочетаются городские и пасторальные образы. Хотя это не концептуальный альбом, во многих его песнях присутствуют географические отсылки к Нижнему Манхэттену, где находился клуб CBGB. По словам Брайана Уотермана, автора книги 33⅓, посвящённой Marquee Moon, в своих произведениях Верлен воспевает непростой период отрочества посредством урбанических и пасторальных модусов. Тематика городского ноктюрна заимствована музыкантом из поэтических произведений о богемном декадансе. В свою очередь, редакция журнала Spin выражала мнение, что альбом повествует о городской мифологии; Верлен привнёс «сентиментальный романтизм на улицы Бауэри, создавая легенды из обыденного», отмечало издание. В текстах музыканта неоднократно присутствуют морские образы, в том числе парадоксальная «славная маленькая лодочка, созданная из океанских глубин» в «See No Evil», набережная, в качестве основного фона в «Elevation», многочисленные морские метафоры в «Guiding Light», а также ссылки на доки, пещеры и волны в «Prove It».
Хотя, будучи участником Television, Верлен выступал против употребления наркотиков, он недолго экспериментировал с психоделическим веществам, на которые ссылался с помощью метафор в композиции «Venus». Виньеткообразная лирика описывает якобы вызванный наркотиками неоднозначный опыт: «Казалось, будто я попробовал новый вид наркотика / Чувства обострились, руки словно в перчатках / Бродвей чудился картинкой из книжки про средневековье / 
Он шелестел — словно ветер листал страницы / И мы с приятелем покатились по ступенькам, умирая со смеху».

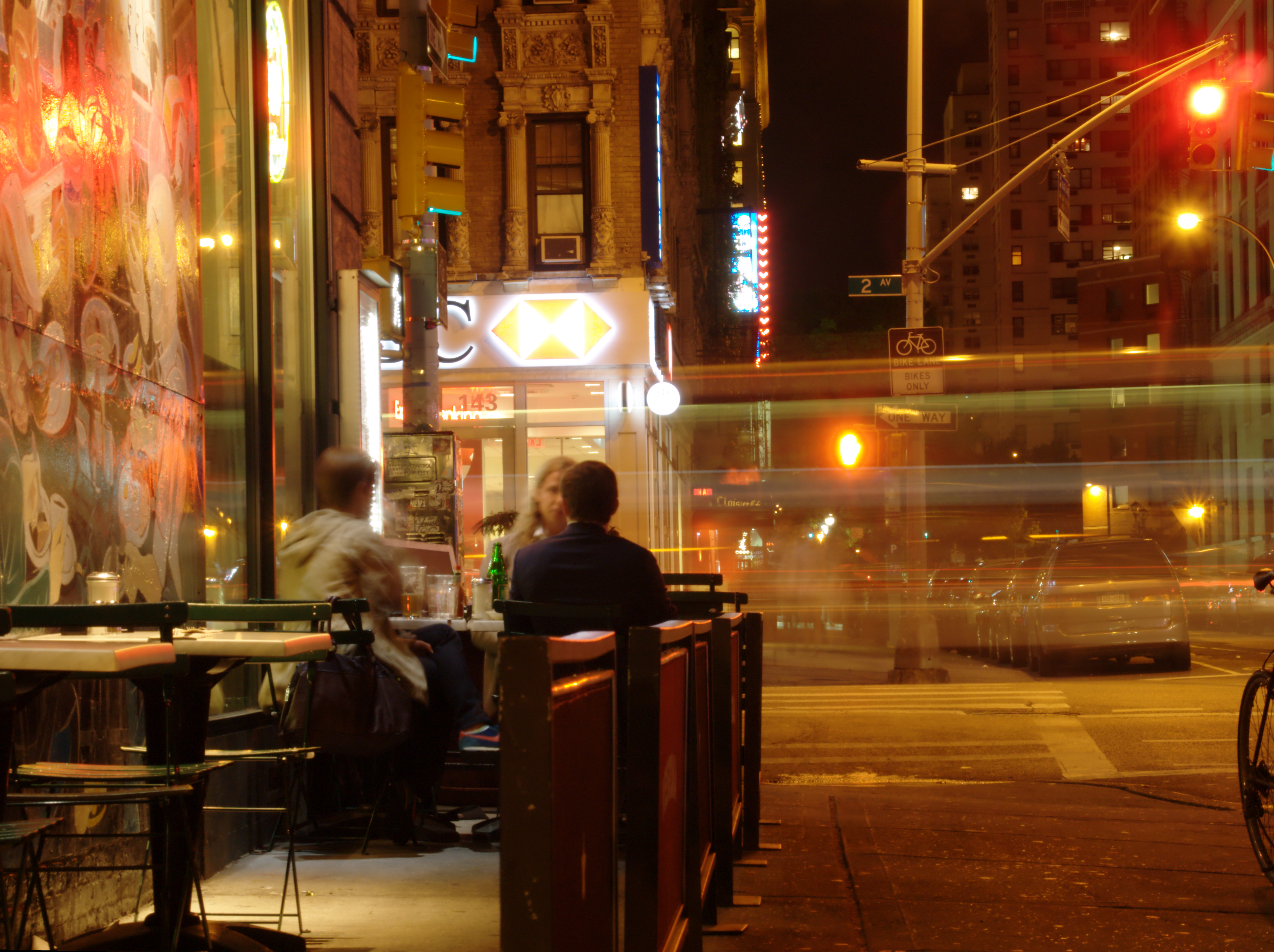
Тексты альбома пропитаны тематикой городского ноктюрна и географические отсылками к различным районам Нью-Йорка

По мнению Уотермана, несмотря на то, что психоделические трипы можно проследить в творчестве многих музыкантов Нижнего Манхэттена середины 1970-х, композиция «Venus» способствовала созданию вокруг Marquee Moon репутации трансцендентного произведения в духе романтизма XIX-го века. «Верлен погружён в восприятие» — отмечает писатель, — «и иногда восприятие, которое он описывает [в своих песнях], столь же интенсивно, как вещество, изменяющее сознание». По мнению Роберта Кристгау, благодаря таким моментам, как прямая отсылка к Бродвею в «Venus» альбом стал прочно ассоциироваться (в журналисткой среде) с Ист-Виллиджом, поскольку музыкант «помещал [происходящую в песне] философскую ситуацию в самый центр ночного города [Нью-Йорка]».
Marquee Moon вдохновил критиков на множество интерпретаций своего содержания. Однако позднее Верлен признался, что сам не до конца понимает смысл большей части сочинённого им текста. По словам музыканта, он вдохновлялся классической французской поэзией и скорее хотел описать моменты просветления или смятения из своего личного опыта, а не какие-то конкретные детали. Верлен сравнивал композиции с «мимолётными открытиями или избавлением от чего-то, или нахождением в определённом времени или месте и наличии определённого представления о чём-то».
Помимо этого, в своих текстах Верлен использовал каламбуры и двусмысленность, которые, по его словам, скорее были частью атмосферы, нежели явно передавали смысл песен. Так, «See No Evil» открывается полётом фантазии автора и заканчивается императивом о безграничных возможностях: «Отрывайся с теми, кого люблю я / Рушь будущее с теми, кого любишь ты». В рефрене к «Venus» упоминается падение в «объятия Венеры Милосской» (безрукой статуи) — фраза, которую автор объяснил как «термин для передачи состояния чувств. Им [людям] нравятся [повсеместные] объятья».

## Название и обложка
«Альбому „Marquee Moon“ удаётся одновременно сочетать в себе влияние медитативных исполнителей, таких как The Velvet Underground и Talking Heads, с агрессивной виртуозностью и аранжировочным мастерством в духе таких коллективов, как The Allman Brothers и Led Zeppelin».
Название «Marquee Moon» было истолковано Брайаном Уотерманом как метафорическая совокупность городских и буколических образов в наполняющих альбом песнях, «наводящих на мысль о том, что ночное небо видно только над неоновым сиянием, когда горожане посягают на темноту». По его мнению, настроение записи в этом концепте задаёт скорее неоновая вывеска (англ. marquee), нежели луна. Писатель отмечал: «Сенсорные ощущения будут иметь первостепенное значение для этих восьми песен. Что мы можем увидеть в свете неоновой луны? Что нам откроется в грувах „Marquee Moon“?».
Дизайн конверта был подготовлен арт-директором Тони Лейном. Снимок для обложки был сделан фотографом Робертом Мэпплторпом, автором изображения для альбома Патти Смит Horses (1975). На фотографии Верлен находится на шаг впереди остальных участников группы, которые были запечатлены в напряжённых, серьёзных позах. Левая рука Верлена покоится на его теле, в то время как правая, слегка сжатая, протянута вперёд. Когда Мэпплторп отдал музыкантам негативы для контактной печати, Ллойд отнёс наиболее понравившийся им снимок в типографию на Таймс-сквер и попросил сделать цветные фотокопии, чтобы участники группы затем могли выбрать окончательный вариант. Хотя первые несколько копий получились странного цвета, Ллойд попросил копировщика напечатать больше, «поворачивая рычаги [аппарата] с закрытыми глазами». Он сравнил этот процесс с трафаретными снимками Энди Уорхола. После того, как он показал результат остальной группе, они выбрали изменённую копию вместо оригинальной фотографии Мэпплторпа, которую Фред Смит впоследствии поместил в рамку и оставил себе на память.

## Продвижение и продажи

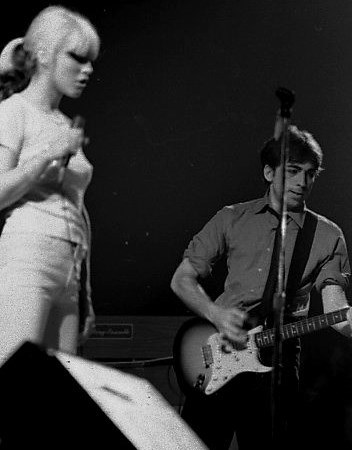
Для раскрутки альбома Television гастролировали с группой Blondie (на фото Дебби Харри и Крис Стейн, 1977 год)

Marquee Moon был выпущен 8 февраля 1977 года в США и 4 марта в Великобритании, где обрёл не прогнозируемую никем популярность — достигнув 28-го места в национальном альбомном чарте. В свою очередь, два сингла с пластинки — заглавная песня и «Prove It» — попали в Top-30 песенного хит-парада. Согласно последующему анализу, коммерческому успеху альбома в Англии частично поспособствовала восторженная двухстраничная рецензия Ника Кента в журнале New Musical Express.
Во время отпуска в Лондоне, после завершения работы над Marquee Moon, Верлену попался на глаза свежий номер NME с Television на обложке. Музыкант уведомил об этом пресс-службу Elektra Records, представители который призвали группу извлечь максимальную выгоду из неожиданного успеха отправившись в турне по Великобритании. Однако к этому моменту лейбл уже согласовал для коллектива участие в северо-американском турне Питера Гэбриела, на разогреве. По ходу гастролей Television выступали на небольших площадках и в нескольких клубах покрупнее, получив более широкую известность, но аудитория Гэбриела (привыкшая к прогрессивному року) реагировала на музыкантов неодобрительно и турне прошло в нервозной атмосфере.
В мае Television отправились в крайне успешный тур по Великобритании вместе с группой Blondie на разогреве. Их с энтузиазмом принимала местная публика, и Верлен вспоминал, что было намного приятнее играть на больших площадках после четырёх лет выступлений в маленьких клубах. Тем не менее музыкант чувствовал, что материал Blondie не подходил для их шоу и выглядел инородно, так как группы были слишком разными в творческом плане, хотя обе вышли из одной музыкальной среды — клуба CBGB. Впоследствии гитарист Крис Стейн говорил, что Television «настолько переполнял дух соперничества», что участники Blondie не воспринимали эти гастроли как какое-то совместное мероприятие. Он вспомнил один из концертов, где «всё наше оборудование закинули в клуб Apollo [Глазго], выделив всего три фута свободного места, чтобы [Верлен] мог спокойно разместиться в оставшемся огромном пространстве».
К моменту возвращения группы в США руководство Elektra отказалось от продвижения Marquee Moon, который они сочли коммерческим провалом. Тираж альбома на родине составил менее 80 000 копий и не попал в чарт Billboard 200. Участники Television были удручены неспособностью оправдать коммерческие ожидания, что привело к распаду коллектива в 1978 году.

## Отзывы критиков
| Оценки критиков            | Оценки критиков |
| Источник                   | Оценка          |
| -------------------------- | --------------- |
| Cashbox                    | без оценки      |
| Crawdaddy!                 | без оценки      |
| Hi-Fi News & Record Review | A+              |
| High Fidelity              | без оценки      |
| Hit Parader                | без оценки      |
| Rip It Up                  | без оценки      |
| Record World               | без оценки      |
| Sounds                     | [ 62 ]          |
| Stereo Review              | без оценки      |
| The Village Voice          | A+              |
| ZigZag                     | без оценки      |

Marquee Moon был тепло встречен критиками. По словам музыкального журналиста и биографа Тони Флетчера, печатная пресса в 1977 году сочла альбом трудным для классификации и вместо этого провозгласила его «чем-то совершенно оригинальным, новым словом в рок-музыке».
Ник Кент писал, что Television оказались достаточно амбициозными и квалифицированными, чтобы достичь «новых измерений звукового овердрайва» с этой «захватывающе-гениальной пластинкой, тонко звучащей и возвышенно аранжированной, с совершенно новым уклоном в динамику». Он считал музыку альбома энергичной, сложной и новаторской, на фоне остальной рок-сцены — полностью консервативной. Обозреватель журнала Sounds Вивьен Голдман назвала альбом «очевидной, беззастенчивой, мгновенной классикой», в то время как Питер Гаммонд из Hi-Fi News & Record Review охарактеризовал его одним из самых захватывающих релизов в музыке, что подчёркивает отдающая сталью гитара Верлена — в духе Габора Сабо — и аутентичное рок-звучание.
Рецензент аудиофильского издания Audio Джон Тивен писал, что хотя вокал и продюсирование можно было бы подтянуть, тексты и гитара Верлена «умудряются интуитивно и интеллектуально захватить слушателя». В свою очередь, Джоан Даунс из журнала Time выразила мнение, что звучание группы более характеризует выделяющаяся игра Ллойда, который, по её словам, может стать важной фигурой среди рок-гитаристов в будущем. Музыкальный обозреватель еженедельника The Village Voice Роберт Кристгау утверждал, что «простонародно-философская» лирика Верлена могла бы вытащить альбом и в одиночку, как и его игра на гитаре, которая, по словам критика, столь же проницательна и выразительна, как творчество Эрика Клэптона или Джерри Гарсии, «но совершенно не похожа ни на одного из них». Его коллега Том Халл вспоминал, как находился в квартире Кристгау, когда тот получил предварительную копию, и был свидетелем «мгновенно восторженной» реакции критика на альбом. «Не будучи гитарным фетишистом», — вспоминал Халл, «[лично я нашёл лонгплей] таким же самобытным и мощным, как и любой из его знаковых аналогов, таких как „Axis“, „Layla“ и первый диск Led Zeppelin».
Тем не менее некоторые музыкальные обозреватели высказывали претензии к пластинке. Так, Кен Такер из Rolling Stone сетовал, что тексты Верлена обычно сводятся к непоследовательным, бессмысленным фразам и претенциозным афоризмам и в конечном счёте вторичны по отношению к музыке. Хотя рецензент также раскритиковал его соло, назвав их потенциально бесформенными и скучными, он выразил ему благодарность за построение песен вокруг леденящих кровь риффов и «нового коммерческого импульса, который получается за счёт запоминающихся, хотя и хлёстких хуков». Ноэль Коппейдж из Stereo Review отнёсся более критически к аспекту пения и сочинения песен, сравнивая Marquee Moon с устаревшей версией музыки Брюса Спрингстина, а обозреватель журнала High Fidelity выражал мнение, что «пугающая смесь богатых, ярко окрашенных текстур» в музыке компенсирует практически непонятные тексты. В свою очередь штатный критик издания Gramophone Найджел Хантер писал, что тексты Верлена и его гитарное исполнение расплывчаты, и слушателям потребуется «недюжинная приверженность этому роду музыки, чтобы извлечь из [пластинки] максимум пользы».
В конце 1977 года Marquee Moon занял 3-е место среди лучших альбомов года по итогам опроса Pazz & Jop, ежегодного голосования американских критиков, публикуемого в The Village Voice. Кристгау, создатель и руководитель опроса, поставил его на 1-е место своего личного рейтинга. Журнал Sounds также присудил ему звание лучшего альбома года, а издание NME поместило на 5-ю строчку аналогичного списка. Позже Верлен так прокомментировал чрезвычайно положительную реакцию критиков на своё детище: «Произошла некая магия, необъяснимая уверенность в чём-то, как импульс товарного поезда. Это не эгоизм, но если ты произносишь заклинание, тебя уже не может смутить его результат».

## Признание и успех альбома
| Ретроспективные отзывы        | Ретроспективные отзывы |
| Оценки критиков               | Оценки критиков        |
| Источник                      | Оценка                 |
| ----------------------------- | ---------------------- |
| AllMusic                      | [ 26 ]                 |
| Christgau's Record Guide      | A+                     |
| Encyclopedia of Popular Music | без оценки             |
| Entertainment Weekly          | A                      |
| Mojo                          | [ 78 ]                 |
| MusicHound Rock               | 5/5                    |
| Pitchfork                     | 10/10                  |
| Q                             | [ 80 ]                 |
| Rolling Stone                 | [ 81 ]                 |
| Spin Alternative Record Guide | 10/10                  |
| Uncut                         | [ 11 ]                 |

С момента своего релиза рок-критики называют Marquee Moon одной из величайших записей американского панк-движения, а Марк Вайнгартен из Entertainment Weekly характеризовал её шедевром нью-йоркской панк-рок-сцены 1970-х годов. По мнению английского писателя Клинтона Хейлина, альбом ознаменовал конец золотой эры нью-йоркской панк-сцены, в то время как редакция Spin отмечала, что это был «лучший и сумевший легче других пройти проверку временем лонгплей эпохи CBGB», присудив ему 6-е место среди величайшим альбомом всех времён в апрельском выпуске 1989 года. Журнал Q включил Marquee Moon в список «100 величайших панк-записей», в то время как музыковед Колин Ларкин присудил ему 10-е место аналогичного рейтинга, журнал Rolling Stone — 17-е («40 величайших панк-альбомов всех времён»), а британское издание Mojo — 35-е. Альбом также высоко котируется среди лучших музыкальных дебютов (38-я строчка в рейтинге Rolling Stone и 89-я в списке Classic Rock) и считается одной из величайших записей 1970-х годов: получив 3-е, 9-е и 10-е места в профильных списках Pitchfork, Paste и NME, соответственно.
Marquee Moon часто фигурирует в рейтингах величайших альбомов всех времён. Так, британские издания The Guardian и Melody Maker поместили его на 33-е и 25-е места в своих списках, опубликованных на рубеже XX-XXI веков. Помимо этого, лонгплей отметился на 53-й позиции в книге Ларкина «1000 лучших альбомов всех времён». 23 сентября 2003 года альбом был переиздан лейблом Rhino Entertainment с несколькими бонусами, включая дебютный сингл Television «Little Johnny Jewel (Parts 1 & 2)» 1975 года (впервые выпущенный на компакт-диске). В том же году редакция NME назвала его 4-м среди «100 величайших альбомом всех времён», а 10 лет спустя он занял 29-строчку в рейтинге того же издания «500 величайших альбомов всех времён». Лонгплей отметился на 128-м месте аналогичного списка журнала Rolling Stone (в пересмотренном рейтинге 2012 года он опустился на 130-е место, однако в обновлённом голосовании 2020-го поднялся до 107-го). В 2016 году американский вебзин Paste поставил пластинку на 1-е место своего списка «50 величайших постпанк альбомов всех времён». Строчкой ниже лонгплей расположился в аналогичном рейтинге 2021 года британского онлайн-издания Far Out Magazine. Marquee Moon был признан одним из величайших рок-альбомов английскими радио-диджеями Марком Райли, который отметил, что «ничего подобного не появлялось ни до, ни после него», и Марком Рэдклиффом, который назвал его «рок-записью, ближе всего подобравшейся к уровню струнного квартета — у каждого [музыканта] есть своя роль, и он справляется с ней блестяще». Основываясь на таких списках, сайт-агрегатор Acclaimed Music оценивает Marquee Moon как 24-й среди самых рейтинговых альбомов в истории.
Marquee Moon считается одним из главных альбомов 1970-х, повлиявших на становление альтернативного рока, критики называли его краеугольным камнем этого жанра. Он также оставил мощный отпечаток на инди-рок-движении 1980-х годов, в то время как постпанк-исполнители переняли его лаконичный продакшен, интроспективный тон и педантичное инструментальное исполнение. Хантер Фелт из PopMatters приписал пластинке влияние на будущее творчество групп постпанка и исполнителей новой волны, заимствовавших синкопированную ритм-секцию Фреда Смита и Билли Фикки. Он рекомендовал к ознакомлению переиздание альбома 2003 года (назвав его наиболее полным) поклонникам жанров постпанк-ривайвла и гаражного рока, чьи музыканты, по его словам, смоделировали себя по образу и подобию романтических текстов Верлена и его вокала — «пресыщенного, но в то же время наполненного страстным цинизмом». По словам обозревателя Sputnikmusic Адама Даунера Television продемонстрировали на Marquee Moon беспрецедентный рок-н-ролл, который положил начало музыке постпанка, в то время как рецензент газеты The Guardian отмечал, что альбом достиг «ошеломляющих высот изощрённости и интенсивности» став «великолепным, пылающим маяком для постпанка», несмотря на то, что увидел свет за несколько месяцев до выхода Never Mind the Bollocks группы Sex Pistols. Стивен Томас Эрлевайн из AllMusic выразил мнение, что пластинка была новаторской по своей структуре, поскольку отказалась от чувствительности свинга и грува предыдущих нью-йоркских панк-релизов в пользу интеллектуально стимулирующего размаха, которого группа достигла инструментально, а не лирически. Музыкальный критик утверждал, что «невозможно представить звуковой ландшафт постпанка» без Marquee Moon. В свою очередь Флетчер отмечал, что отсутствие в песнях компрессии, грува и дополнительных эффектов демонстрирует «образец хроматической, а не ритмической музыки, которую позже стали называть ангулярной».
По мнению Эрлевайна, Marquee Moon был радикальным и новаторским, прежде всего как «гитарный рок-альбом, не похожий ни на один другой». В частности, параллельное исполнение гитарных партий послужило образцом для подражания многим альтернативным рок-группам. Влияние альбома на своё творчество отмечали Pixies, Sonic Youth и U2 — одни из самых известных коллективов этого направления. По словам Грега Кота из Chicago Tribune, Television «создали новый шаблон для гитарного рока» благодаря тому, как импровизации Верлена переплетались с точно сыгранными соло Ллойда, особенно в заглавном треке. Ирландский гитарист Эдж из U2 имитировал гитарный звук Television с помощью педали эффектов дилея. Впоследствии он говорил, что хотел «звучать как они», и что заглавная композиция Marquee Moon изменила его «представления об игре на гитаре».
«„Marquee Moon“ изменил лицо американской музыки и, следовательно, музыки во всём мире. Он затронул гранж, ню-метал, панк, арт-панк, поп, Radiohead и тысячи других жанров, в которых белые мужчины играют на гитарах. Послушайте радио — „Marquee Moon“ повсюду».
В эссе для Rolling Stone Роб Шеффилд охарактеризовал Marquee Moon как «один из классических гитарных альбомов всех времён», чей трепетный звук вдохновил такие группы, как R.E.M. и Joy Division. Стивен Моррис (Joy Division) назвал его одним из своих любимых альбомов, в то время как Майкл Стайп (R.E.M.) говорил, что его любовь к Marquee Moon «уступает лишь „Horses“». Гитарист Уилл Сарджент также называл Marquee Moon одной из своих любимых записей, отмечая, что исполнение Верлена и Ллойда оказало большое влияние на его группу Echo & the Bunnymen. Грубое, экспрессивное звучание Верлена произвело большое впечатление и на Джона Фрушанте из Red Hot Chili Peppers, когда он начал развиваться как гитарист в возрасте чуть за 20. По его словам, оно натолкнуло его на мысль, что «ничто из того, что происходит в физическом измерении, не имеет значения, независимо на какой гитаре вы играете или как настроен ваш усилитель. Важны лишь идеи, эмоции». В своей авторской передаче «Опыт рока: Год за годом» музыкальный критик Артемий Троицкий отмечал: «Том Верлен и Ричард Ллойд на гитарах. […] Изумительно красивая музыка, потрясающая гитарная вязь. Пожалуй по звучанию, вообще по композиционному мышлению, эту группу не спутаешь абсолютно ни с кем». Пластина заняла 5-е место в его личном рейтинге «30 лучших альбомов за 1977 год».

## Список композиций
Все песни написаны Томом Верленом, за исключением отмеченных.
| №  | Название       | Длительность |
| -- | -------------- | ------------ |
| 1. | «See No Evil»  | 3:56         |
| 2. | «Venus»        | 3:48         |
| 3. | «Friction»     | 4:43         |
| 4. | «Marquee Moon» | 9:58         |

| №  | Название                                | Длительность |
| -- | --------------------------------------- | ------------ |
| 1. | «Elevation»                             | 5:08         |
| 2. | «Guiding Light» (Верлен и Ричард Ллойд) | 5:36         |
| 3. | «Prove It»                              | 5:04         |
| 4. | «Torn Curtain»                          | 7:00         |

- На компакт-дисках первая и вторая стороны были объединены в треки с 1-го по 8-й[119].
- Хронометраж песни «Marquee Moon», укороченный в оригинальном релизе на виниле, был восстановлен до полной длины (10:40) в переиздании на компакт-диске 2003 года[120].

| №   | Название                                   | Длительность |
| --- | ------------------------------------------ | ------------ |
| 9.  | «Little Johnny Jewel (Parts 1 & 2)»        | 7:09         |
| 10. | «See No Evil» (альтернативная версия)      | 4:40         |
| 11. | «Friction» (альтернативная версия)         | 4:52         |
| 12. | «Marquee Moon» (альтернативная версия)     | 10:54        |
| 13. | Без названия (инструментальная композиция) | 3:22         |

## Участники записи
Согласно данным из аннотаций к буклету альбома.

| Television - Том Верлен — ведущий вокал, электрогитара (соло в «Venus», «Friction», «Marquee Moon», «Prove It» и «Torn Curtain»), клавишные, продюсирование - Ричард Ллойд — электрогитара (соло в «See No Evil», «Marquee Moon», «Elevation» и «Guiding Light»), вокал - Фред Смит — бас-гитара, вокал - Билли Фикка — ударные | Технический персонал - Энди Джонс — звукорежиссёр, микширование, продюсирование - Джим Бойер — ассистент звукорежиссёра - Грег Калби — мастеринг - Джимми Дуглас — помощник по микшированию - Ли Халко — мастеринг - Тони Лейн — арт-директор - Билли Лобо — оформление задней обложки - Роберт Мэпплторп — фотографии - Рэнди Мейсон — помощник по микшированию - Джон Телфер — менеджмент |  |

## Чарты
| Чарт (1977)    | Высшая позиция |
| -------------- | -------------- |
| Австралия      | 92             |
| Великобритания | 28             |
| Швеция         | 23             |